# Dywizjon Zabezpieczenia Hydrograficznego
Dywizjon Zabezpieczenia Hydrograficznego Marynarki Wojennej (DZH; dZH MW) – dywizjon okrętów Marynarki Wojennej, podlegający 3 Flotylli Okrętów.
Do zadań dywizjonu należą:

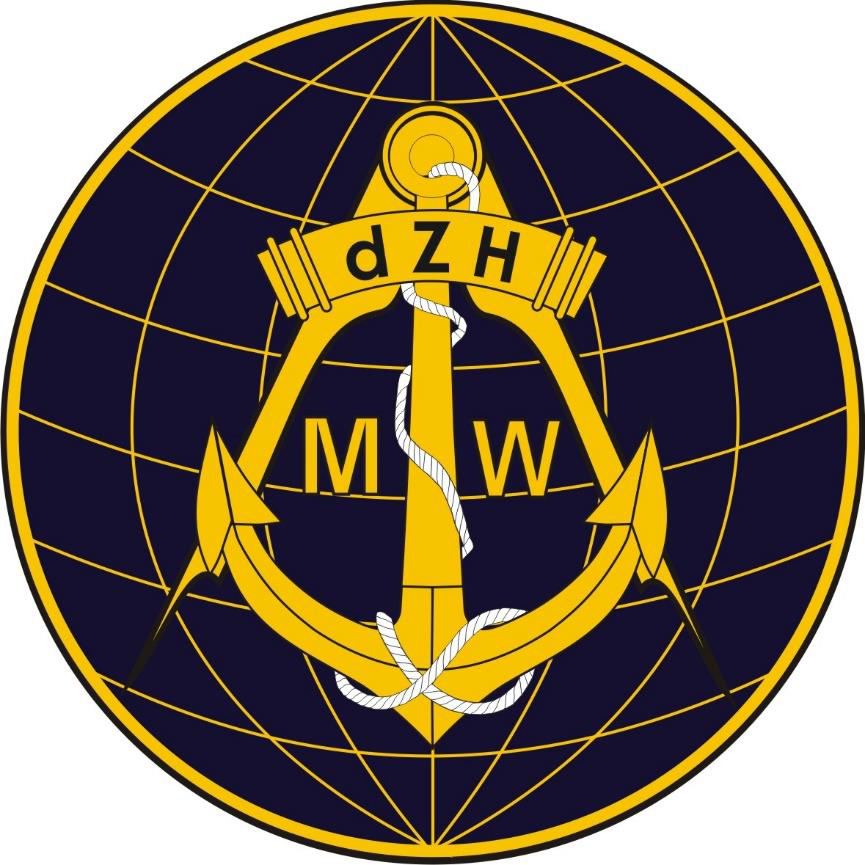
Oznaka rozpoznawcza dyonu na mundur wyjściowy.

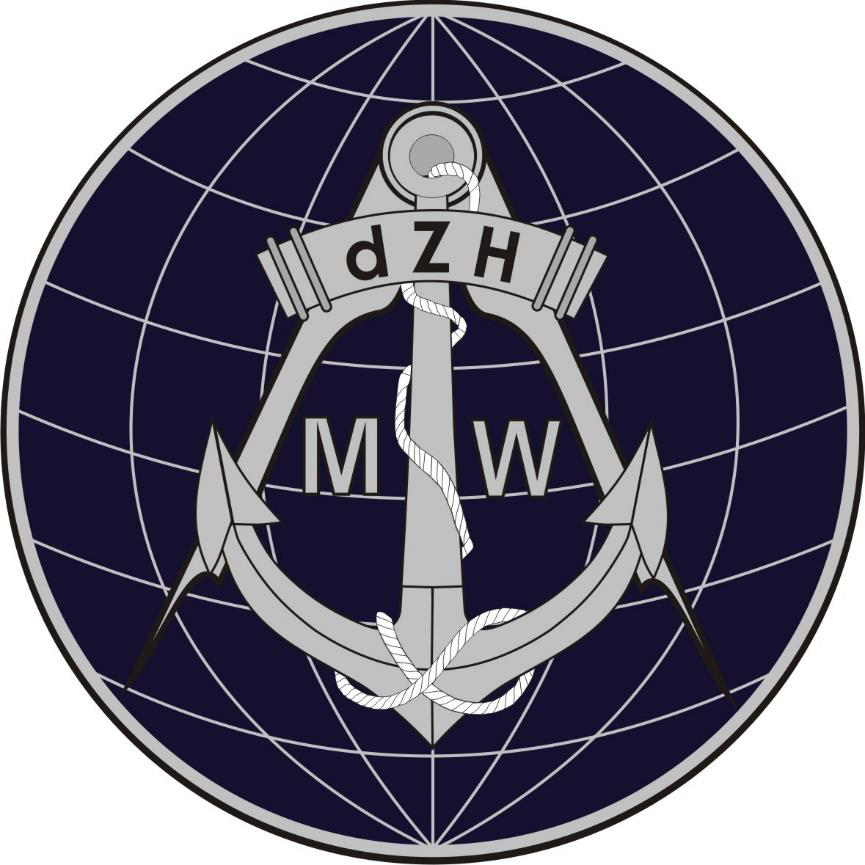
Oznaka rozpoznawcza dyonu na mundur polowy.

- zabezpieczanie nawigacyjno-hydrograficzne działań sił Marynarki Wojennej;
- wykonywanie prac hydrograficznych i oceanograficznych dla potrzeb bezpieczeństwa żeglugi;
- wykonywanie prac hydrograficznych i geodezyjnych niezbędnych do opracowywania i aktualizacji map morskich i publikacji nautycznych BHMW;
- zabezpieczanie szkolenia morskiego podchorążych Akademii Marynarki Wojennej.

## Historia
Dywizjon sformowano 15 października 1987 roku na podstawie rozkazów z 3 lipca tego samego roku. Jednostkę sformowano z okrętów Oddziału Zabezpieczenia Hydrograficznego MW. W skład Dywizjonu Zabezpieczenia Hydrograficznego weszły: okręt hydrograficzny ORP „Kopernik”, okręty hydrograficzne OORP „Arctowski” i „Heweliusz” oraz kutry i motorówki hydrograficzne. Pierwszy z nich wycofano ze służby w maju 2006 roku. W marcu 2015 roku wycofano ze służby w dywizjonie stare motorówki i wcielono nowe. W składzie DZH pozostaje także żaglowiec szkolny ORP „Iskra”. W 2019 roku dywizjonowi nadano odznakę pamiątkową i rozpoznawczą. 

## Organizacja
- Dowództwo
  - Sztab
  - Pion Pomiarów Hydrograficznych
  - ORP Arctowski
  - ORP Heweliusz
  - ORP Iskra
  - grupa Kutrów i Motorówek:
    - 2 projektu 4234
    - 3 motorówki typu Wildcat 40[5] - MH-2, MH-3, MH-4
    - 2 łodzie sondażowe - Homar-1[7] i Homar-2[8]
    - Kompania zabezpieczenia

  - pluton samochodowy
  - sekcja pomiarów
  - sekcja radionawigacji

## Dowódcy
- kmdr Tymoteusz Łatkowski (1987–1991)
- kmdr por. Stanisław Dziechciowski (1991-1997)
- kmdr Mirosław Połka (1997-2002)
- kmdr Andrzej Kowalski (2002-2007)
- kmdr  Dariusz Kolator (od 2007-2010)
- kmdr Wojciech Sowa (od 2010-2016)
- kmdr Marek Czarnecki (od 2016-2024)
- kmdr Artur Sankowski (od 2024-)

## Niektóre osiągnięcia
- Odkrycie wraku niemieckiego transportowca "MS Steuben";
- Badania wraku niemieckiego lotniskowca "Graf Zeppelin";
- Znalezienie na Bałtyku złóż ropy naftowej i gazu.

## Wyróżnienia
- 2012 – "Przodujący Oddział Wojska Polskiego" – za uzyskanie najlepszych wyników w działalności służbowej w 2011 roku, w istotnym stopniu wpływających na zwiększenie zdolności i gotowości bojowej Sił Zbrojnych oraz umacnianie obronności RP[9].